# Антисемитизм на Украине
Антисемитизм на Украине приобрёл широкие масштабы особенно в XX веке и во время Второй мировой войны.
Треть евреев Европы жили на территории Украины в период с 1791 и по 1917 год в пределах черты оседлости. Проживание на этой территории большого числа евреев сделало их лёгкой мишенью для антисемитских акций и погромов, а затем, в период 1941—1944 годов, для Холокоста.

## Средние века и Новое время
В отличие от Западной и Восточной Римской империи средневековая Русь была слабо знакома с иудейской традицией. Антииудаизм древнерусской литературы был абстрагирован от реальности. Евреи в Киевской Руси не представляли угрозы как религиозные конкуренты в связи с отсутствием прозелитизма в их среде и не обладали существенным демографическим присутствием; еврейская община в Киеве в начале XII века не была многочисленной и конкурентоспособной. По этим причинам антиеврейские акты являются религиозными актами, а не экономико-политическими. В условиях заимствования Русью религиозных образцов отрицательное отношение к иудейской культуре было исходным. В то же время в отношении к иудаизму и иудеям в Руси предполагается относительная толерантность, подобно Византии и в отличие от западноевропейских стран.
Антисемитизм в Средние века существовал в двух смежных формах — религиозный антииудаизм («теологический» антисемитизм) и специфический «химерический» (Гэвин Ленгмюр) или «оккультный» (Джон Клир) антисемитизм. По вопросу о существовании химерического антисемитизма на Руси в ранний период существуют разные точки зрения.
Произведения церковной письменности Киевской Руси содержат полемику с иудейским учением, актуальную как для византийского, так и для русского православия. Антииудейские тенденции усматриваются в наиболее раннем известном оригинальном древнерусском литературном произведении «Слове о законе и благодати» митрополита Илариона середины XI века. Наличие резких антииудейских пассажей, по мнению Л. Мюллера, может свидетельствовать, что Слово могло служить собранием материалов для антииудейского полемического документа, но само по себе таковым не являлось, поскольку автор считал, что ушедший в прошлое иудаизм неактуален («иудейство бо преста, и закон отъиде», «Июдея млъчит»).
Первый известный на Руси еврейский погром произошёл в процессе Киевского восстания 1113 года, когда после смерти князя Святополка Изяславича киевляне призвали на киевское княжение Владимира Мономаха. Историк В. Я. Петрухин считает, что еврейский погром был связан с кровавыми наветами на евреев, в частности, с легендой о Евстратии Печерском. По мнению Петрухина, распространённые в настоящее время представления о покровительстве Святополка ростовщикам как причине погрома основаны на «реконструкции» В. Н. Татищева, который использовал для этого известную ему ситуацию в Речи Посполитой XVII века.
Первое надёжно засвидетельствованное изгнание некрещёных евреев из восточнославянских земель произошло в Литовском государстве в 1495 года и продолжалось около двух лет.
Несколько источников сообщают, что в середине XVI века некрещёных евреев не допускали в пределы Московской Руси, однако известны надежные свидетельства некоторого их присутствия. В 1545 году были сожжены товары еврейских купцов из Литовского государства, которые приехали в Москву. В 1550 году польский король Сигизмунд II Август напомнил царю, что предшественники последнего свободно пускали всех купцов его страны, как христиан, так и евреев, Иван ответил с намёком на «ересь жидовствующих» и лекаря Леона: «жиды… людей от крестьянства [христианства] отводили и отравныя зелья в наше государство привозили… И ты бы, брат наш, вперед о жидах нам не писал!».

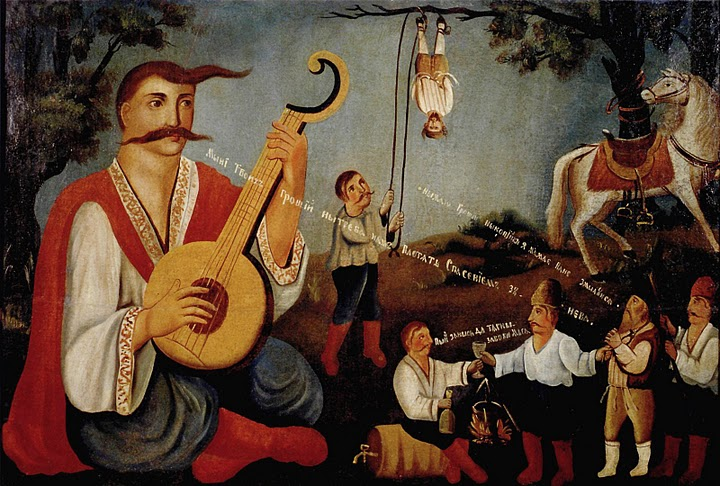
Картина «Козак Мамай» неизвестного автора, XIX век, Национальный художественный музей Украины. На заднем плане гайдамаки убивают двух евреев-ростовщиков в лесу. Второй еврей-ростовщик обращается к Мамаю-бандуристу: «Змилуйся, пане Мамаю, ні копійочки грошей не маю!», бандурист отвечает ему: «Мені твоїх грошей не треба, за таких, як ти, платять спасенієм з неба!»

Евреи польско-литовских городов и крепостей, завоеванных русскими в ходе Ливонской войны, подвергались пленению и истреблению. Стрельцы сжигали их заживо, вешали или топили тех, кто отказался креститься вместе с детьми. Так, в 1563 года после взятия Полоцка по приказу Ивана IV было утоплено около 300 человек. Согласившиеся принять крещение уводились в плен и становились крепостными. В документе от 1576 года владелец деревни Починок Кашинского уезда отписывая Троице-Сергиеву монастырю деревню, отмечая, что люди «жидовского живота» и угодья остаются в его собственности.
В Литовском государстве ситуация стала меняться со второй половины XVI века в условиях усиления взаимообогащения польских и восточных течений в Речи Посполитой, что последовало за идеями Возрождения, Реформации и Контрреформации; этот процесс окончился только в XVII веке. После Люблинской унии 1569 года между более крупная еврейская колонизация Рутении существенно изменила иудейско-христианские отношения.
В Литовском государстве, объединившемся с Польшей в XVI веке, православная церковь относилась к евреям несколько более терпимо, чем в Московской Руси. Однако в XVII—XVIII веках большое число представителей низового православного клира принимало участие в избиении евреев казачьим войском Богдана Хмельницкого, гайдамаками.
Восстание казаков под руководством Богдана Хмельницкого против власти Речи Посполитой в 1648—1654 годов сопровождалось массовым уничтожением евреев. Еврейская культура отразила хмельнитчину как гзерот тах (ивр. גזֵרות תַ"ח‎) — эпоху зверской жестокости и бед.
Восстание сопровождалось актами изощрённой жестокости в отношении жителей захваченных городов. Особая ненависть восставших была направлена на католических священников, монахов и евреев, которые обычно истреблялись поголовно. Часто то же происходило и с горожанами-поляками. Особый резонанс в еврейской среде вызвало уничтожение евреев Немирова и Тульчина в июне 1648 года. Точное число жертв неизвестно и, скорее всего, не будет достоверно установлено. Тем не менее, практически все источники соглашаются с фактом тотального исчезновения еврейских общин на территории, охваченной восстанием. Была уничтожена значительная часть еврейского населения Украины. С середины XVI века и до восстания Хмельницкого в Польше находился центр европейского еврейства. На территории восстания была сосредоточена наиболее многочисленная и образованная община мирового еврейства. Истребление этой общины оказало глубокое влияние на весь еврейский мир.
Русско-польские войны 1632—1634 годов и 1654—1667 годов также принесли евреям плен и гибель. В ходе войн большое число евреев оказалось в плену. Большинство было расселено в Поволжье, на Урале и в Сибири. Во время войн с Польшей евреи, оказавшиеся в плену, подвергались насильственному крещению и нередко постригались в монахи.

## Революции и Гражданская война

### Погромы в период Русской революции 1905—1907 годов
После Опубликования царского манифеста, обещавшего жителям России гражданские права, многие евреи, проживавшие в городах черты оседлости, вышли на демонстрации против правительства. Для местных жителей выступавших на стороне действующий власти это стало предлогом чтобы начать новую волну погромов над евреями.

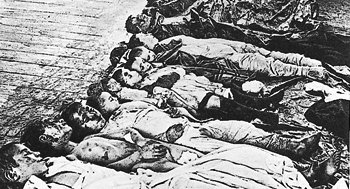
Еврейские дети, жертвы погрома в Екатеринославе в 1905 году

В феврале 1905 состоялся погром в Феодосии, в апреле того же года погром произошёл в Мелитополе. Погром в мае в Житомире превзошёл остальные погромы по количеству жертв. Самый серьёзный погром произошёл в Одессе. 300 евреев были убиты и тысячи ранены. Другой серьёзный погром произошёл в Екатеринослав, в ходе которого 120 евреев были убиты. Погромы произошли в 64 городах (Одесса, Екатеринослав, Киев, Симферополь, Ромны, Кременчуг, Николаев, Чернигов, Каменец-Подольский и Елисаветград) и в 626 посёлках и деревнях. Примерно 660 погромов произошли на Украине и в Бессарабии. Погромы продолжались несколько дней. Участниками погромов были работники поездов, торговцы местных лавок, ремесленники и промышленники.
Погромы 1903—1906 годов положили начало еврейскому объединению в Европе. Они стали мотивом организации еврейской само-обороны, ускорили эмиграцию в Израиль, и положили начало организации «Ха-Шомер» в Израиле.

### Ранние 1920-е годы
В ноябре 1917 года Центральна Рада провозгласила третий универсал в котором была провозглашена Украинская Народная Республика (УНР). В это же время солдаты бывшей Русской императорской армии инициировали погром в Умани, в северной Украине. Крестьяне в основном присоединились к тем кто грабил еврейское имущество.
Уже в конце 1917 года в связи с усилением самостийных настроений Украины — выступлений за отделение Украины от Российского государства, произошли еврейские погромы, которые принимали всё большие масштабы. Евреев убивали и грабили украинская армия и различные банды и «зелёные» отряды.
С самого начала погромы были организованы государственной властью. Местные органы городов получили приказ не мешать погромщикам, чтобы те могли защитить себя от самозащиты евреев. Материалы комиссии по расследованию погромов явно указывали на беззаконие полиции и армии. Спустя некоторое время стало известно, что по указанию правительства были напечатаны плакаты, призывающие начать погромы.
Между 1918 и 1921 годов в ходе Русской революции в 524 украинских городах произошло 1,236 насильственных инцидентов против евреев. Число погибших оценивается между 30,000 и 60,000 человек. Из 1236 погромов и случаев превышение силы 493 были выполнены солдатами украинской республики (её глава Симон Петлюра долго не препятствовал погромам, но в июле 1919 года осудил их в телеграмме войскам), 307 были исполнены независимыми украинскими военачальниками, 213 армией Деникина, 106 красной армией и 32 польской армией.
Во время диктаторского режима Павла Скоропадского (29 апреля 1918 до Декабря 1918) погромы прекратились. После того, как Скоропадский был свергнут и была основана Директория, погромы возобновились.

### Директория Украинской народной республики (1918—1920)
В декабре 1918 года гетман Украинской державы Павел Скоропадский был свергнут и Директория была назначена как правительство Украинской народной республики (УНР).
Новое украинское правительство немедленно отреагировало на акты насилия по отношению к евреям, которые произошли в январе 1919 года в Житомире и в Бердичеве. Украинское правительство сообщило еврейским лидерам и властям Бердичева 10 января, что зачинщики были убиты, а эскадрон, принимавший участие в этих акциях, был распущен. Глава правительства Владимир Винниченко утверждал, что погромы были инициативой черносотенцев. Он также заявил, что «Украинское правительство будет активно бороться с антисемитизмом и большевизмом».
Моше Рафес, с про-большевистскими взглядами и представитель Бунда, поначалу утверждал, что «погромы спровоцировал специальный отряд, посланный в Житомир и Бердичев на борьбу с советской властью». Позже, на съезде Украинской социал-демократической рабочей партии Моше Рафес изменил своё мнение: «Директорию нельзя винить в произошедших погромах. Никто из нас не винит Директорию в погромах».
Симон Петлюра принимал попытки остановить погромы украинских отрядов. Когда он узнал от министра по еврейским делам УНР, что эскадрон, посланный на станцию Яреська, был инициатором насильственных действий по отношению к евреям, он немедленно выслал телеграмму коменданту Миргорода с требованием «наказать тех, кто допустил надругательство над евреями на станции Яреськи на Полтавщине». 28 января — Атаман С. Петлюра". По другим источникам, когда к Петлюре обратилась делегация евреев и попросила остановить погром, он заявил: «Я не вмешиваюсь в то, что делает моя армия, и не могу помешать им делать то, что они считают необходимым!». В наши дни еврейская община видит в Петлюре ответственного за погромы на Украине, в которых погибли приблизительно 50,000 евреев. Когда Петлюра возглавил Директорию в 1919-м, по его приказу были расследованы еврейские погромы в Каменец-Подольском и в Проску́рове. Петлюра потребовал, чтобы коменданты «использовали решительные меры с целью полной ликвидации участников погромов, и виновники были представлены военным трибуналом и понесли наказание в соответствии с законами войны».
Представитель Еврейской партии Поалей Цион Драхлер отметил «мы понимаем, и имеем достаточно доказательств чтобы полагать что Житомирские и Бирдечевские погромы были санкционированы против (украинского) правительства. Сразу после Житомирского погрома, русские и украинские черносотенцы хвалились тем, что планированные погромы сработали отлично, и поставят конец украинским стремлениям». Драхлер так же отметил: «я глубоко убеждён, что не только мы, но и еврейская демократия будет бороться за освобождение Украины. В рядах армии будут воевать бок о бок еврейские казаки и нести свою жизнь на алтарь национальной и социально свободной Украины».
Петлюра ответил представителям еврейской общины, что он использует «все силы и все его полномочия, чтобы впредь не было насильственных акций против евреев, которые являются препятствиями на пути к свободному государству».
Добровольческая армия под командованием генерала Деникина имела совсем другое отношение и другой подход к евреям и к еврейским погромам. В специальном меморандуме, посланным в центральный комитет по помощи евреям, которые пострадали от погромов в конце 1919 года, Деникин написал: «политика генерала Деникина касательно этих лживых людей (всех еврейских большевиков), заключается в том что они все в тени, все невидимые массы, ответственные за отвратительные по своей жестокости и за погромы, не имеющие границ».
В документе о Киевских погромов июнь-октябрь 1919 сказано: «когда генерал Драгомиров, известный своим либерализмом, был вынужден покинуть Киев после наступления большевиков, он обратился к своим офицерам (записал стенограмму) со следующими словами: друзья мои, вы знаете так же как и я о причинах нашего временного поражения на Киевском фронту. Когда вы, мои герои и бессмертные ангелы, снова захватите Киев, я даю вам право отомстить грязным евреям»..
Когда Добровольческая армия Деникина взяла Киев 18 [31] августа 1919 года были совершены кражи и убийства местных евреев. Более 20,000 человек были убиты за два дня насильственных действий. После этих событий представитель Харьковской еврейской общины, Супраскин, обратился к генералу Шкуро который ответил ему резко «евреи не будут удостоены не малейшей жалости, они все большевики».
Правительство Украинской народной республики в переписке с союзниками датированным 7 октября 1919 сказано: Особенно отвратительными являются насильственные действия исполненные по приказу генерала Деникина против евреев. Которые вместе с путём который выбрала армия провоцируют невообразимые погромы, которые по масштабом жестокости и непристойности превзошли все известные выходки которые когда либо происходили на украинской земле.
В 1921 году Зеэв Жаботинский, отец Ревизионизма, подписал договор с Максимом Славинским, Представителем Петлюры в Праге, и приказал создать еврейскую жандармерию, которая будет сопровождать Петлюру в его будущих вторжениях и защищать еврейское население от погромов. Решение не было реализовано и большинство сионистских движений раскритиковали Жаботинского. Не смотря на это он причислил договор к своим заслугам.
В мае 1926 года еврейский анархист Самуил Шварцбурд застрелил Петлюру (в это время находившегося в изгнании) в Париже. Шварцбурд сознался в убийстве, мотивом его преступления стала месть. Его адвокат, француз Анри Торрес, рассказал о жестоких погромах 1919—1920, во время которых были убиты 15 родственников Шварцбарда. В то время Петлюра являлся главным атаманом директории УНР. Петлюра, по всей видимости, не отдавал прямых распоряжений касательно погромов, но и не препятствовал бесчинствам своих подчинённых Шварцбард провёл в тюрьме полтора года предварительного следствия. Суд состоялся 18 октября 1927 года, спустя 8 дней с начала суда он был оправдан судом присяжных.
Третья волна погромов произошла между 1917—1921, эти погромы превысили по своему масштабу и ущербу две предыдущие атаки. Эти атаки были связанные с революцией и гражданской войной, которая проходила в Европе в этот период. После провозглашения независимости Украины в 1918 состоялись первые погромы которые включали избиения евреев и были осуществлены частями Красной Армии. Погромы проходили под лозунгом «бей буржуев и евреев». Больше всех пострадали еврейские общины Новгород-Северского и Глухова на северной Украине. После короткого смятения советские власти приняли радикальные меры против погромщиков, состоявших в рядах РККА. Была развёрнута информационная кампания, виновные в погромах были приговорены к смертной казни, а армейские воинские части, участвующие в погромах, были распущены. Несмотря на то, что и дальше погромы совершались украинскими солдатами Красной Армии, евреи считали этих солдат своей главной защитой.
Летом 1919 года армейские части Директории УНР провели организованные погромы в Бердичеве, Житомире и в других городах. Венцом погромов стала бойня в Проскурове 15 февраля 1919, в которой 1700 евреев были убиты за пару часов. На следующий день были убиты 600 евреев в соседнем селе Фельштин. Ответственные за эти погромы не были наказаны, в дальнейшем украинские солдаты считали себя в праве дальше проливать еврейскую кровь. Евреи считали Симона Петлюру, премьер министра Украины и командира войск ответственным за погромы. Только в июле-августе 1919 года Петлюра подписал закон осуждающий погромщиков. Хаос который воцарился на Украине в 1919 году привёл к организованною небольших крестьянских группировок которые воевали против красной армии. Их командиры (атаманы) время от времени контролировали целые регионы. Евреи в посёлках, сёлах и городах часто страдали от нападений и издевательств крестьян, которые требовали от них денег (дань) и продукты. Также крестьяне время от времени грабили евреев и убивали их. Атаман Григорьев был ответственным за 40 погромов и смерти более чем 6000 евреев летом 1919 г. Он был убит Нестором Махно который пытался удержать свои войска от нападений на евреев. Один из самых кровавых погромов произошёл в мае 1919 в Тростянце, во время которого были убиты 400 евреев.
Во время гражданской войны евреи, проживавшие в восточном Подолье, стали жертвами двух погромов в 1919 из-за смены власти в области. В первом погроме были убиты 170 евреев, во втором более 90. В этот раз местные жители, христиане, помогали прятать евреев. Консул по мирному урегулированию наряду с христианской общиной спасал евреев от погромов несколько раз. В 1920 он остановил погромы, проведённые по приказу генерала Деникина.

## Советский период

### Великая Отечественная война
В 1941 году в результате немецкого наступления украинское население УССР, в том числе проживающее на территории присоединённой к Советскому Союзу в 1939 году, были объединены под властью немецких администраций — Рейхскомиссариата Украина с северо-востока и Генерал-губернаторство (Третий рейх) с юго-запада. Всего среди украинцев содействовали немцам 250 тысяч человек которые действовали в пяти организациях: Украинская войсковая организация, Дружины украинских националистов (ДУН), Дивизия СС «Галичина», Украинская освободительная армия и Украинская национальная армия. В конце 1942 года в Рейхскомиссариате Украины в рядах СС состояли 238,000 украинцев и всего 15,000 немцев.

Большинство историков полагает, что уничтожения еврейского населения (во время второй мировой войны еврейское население сократилось с 870,000 в 17,000 человек) стало возможным благодаря пособничеству местных украинских жителей, 
немцы не смогли бы сами добраться до уничтоженных общин, особенно общин, находящихся в отдалённых деревнях и сёлах — Alfred J. Rieber, Civil Wars in the Soviet Union 
Националистическая повстанческая партия ОУН открыто подстрекала к применению силы и уничтожению евреев
В августе 1941 года состоялся второй сбор ОУН(б) в Кракове. На этом сборе члены ОУН(б) использовали антисемитскую риторику, и объявили о значимости борьбы с евреями как главными врагами Украины.

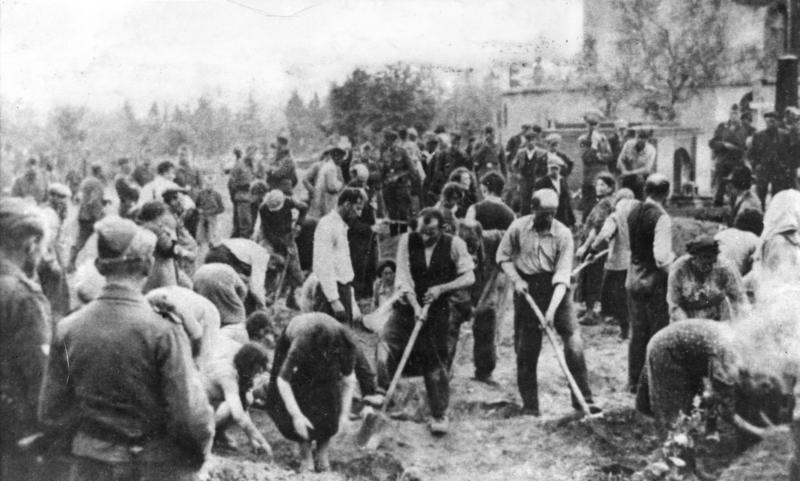
Евреи копают себе могилы, Зборов, Западная Украина, 1941

Пропаганда антисемитизма на Украине проводилась в основном через СМИ. В газетах «Костопольский вести», «Голос Сарненщини» и «Волынь» евреи были представлены как «иудео-большевики» («жидо-большевики»). Была разработана теория, в рамках которой евреи выступали на стороне советской власти и, таким образом, были виновны в агрессии Советского Союза по отношению к Украине, так можно было легко мотивировать их уничтожение. 1 января 1941 года в газете «Волынь» было напечатано, что еврейский вопрос скоро разрешится
В первые дни советско-германской войны на территории Западной Украины прошли еврейскими погромы, жертвами которых стало по разным оценкам от 12 до 28 тысяч человек. В погромах активно участвовали украинские националисты из ОУН.
Одним из крупнейших погромов был Львовский, произошедший 30 июня — 2 июля и 25-29 июля 1941 во время Операции «Барбаросса». По данным Яд-Вашем, украинские националисты и созданная ими Украинская милиция убили во время львовских погромов шесть тысяч евреев. Причиной погромов стал слух о том, что евреи были ответственными за казнь заключённых, которую совершили советские войска перед тем, как покинуть Львов. Также украинские националисты помогали немецкой полиции безопасности и аузенгруппам. Они составляли списки опасных для власти людей, передавали полиции безопасности и помогали производить аресты и массовые расстрелы (в Станиславе, Владимир-Волынском, Луцке) а также в Житомире, и в Киеве.
В Ровно украинская полиция Рейхскомиссариата «Украина» участвовала в уничтожении гетто, а также в массовых расстрелах в Бабьем Яру. Украинские батальоны охраняли еврейские гетто и лагеря, созданные немцами во время войны, а также помогали в депортации евреев из варшавского гетто. Украинская полиция участвовала в ликвидации еврейского населения в Чуднове (500 человек, 16 октября 1941 года), в Радомышле и Белой Церкви украинские полицейские уничтожили еврейских детей. В Дубно 5 октября 1942 года украинские полицейские расстреляли 5 тысяч евреев. В Коростене и в Сокале националисты совершили убийства самолично за этими городами последовали другие города

## Независимая Украина
После распада СССР в 1991 году антисемитская политика, проводимая Сталиным и постепенно демонтируемая Горбачёвым, подошла к концу. Отход от советского государственного антисемитизма, обычно практикуемого под прикрытием антисионизма, в независимой Украине происходил с большей прозрачностью, чем в России. Сразу после неудавшегося путча в августе 1991 года президент Леонид Кравчук объявил, что его страна будет сотрудничать с западными организациями для поиска лиц украинской национальности, совершивших преступления против евреев во время Второй мировой войны, и привлечения их к ответственности. Это признание украинского соучастия в «окончательном» решении сопровождалось ежегодным поминовением жертв Холокоста. Эти два жеста искупления и примирения заслужили всеобщее одобрение международного сообщества.
Положительные отношения между евреями и украинцами, которые продолжились после выборов следующего президента Леонида Кучмы в 1994 году, отчасти определялись стремлением государства присоединиться к Западу, что требовало гарантий прав человека и соответствия нормам международного права. Однако медленные темпы экономического развития разочаровали многих, кто ожидал быстрого подъема уровня жизни; с середины 1990-х годов стало заметно недовольство населения. Националистические и правоэкстремистские партии подпитывали недовольство и использовали его для поддержания своих движений. По историческим причинам эти группы находят большую часть своих сторонников в регионах Западной Украине (Галичина), где до Второй мировой войны проживало наибольшее количество евреев и где во время войны было активно украинское движение за независимость. Они берут пример с Симона Петлюры, Дмитрия Донцова и Степана Бандеры, важнейших идеологов украинской независимости межвоенного периода. На первом месте в повестке дня Конгресса украинских националистов, Украинской консервативной республиканской партии и УНА-УНСО стояло освобождение страны от «великорусского ига». Однако имеют место и антисемитские лозунги.
Отличием от России является отсутствие «красно-коричневого» альянса (старых коммунистов и националистов или фашистов), который можно увидеть среди российских антисемитских радикалов.

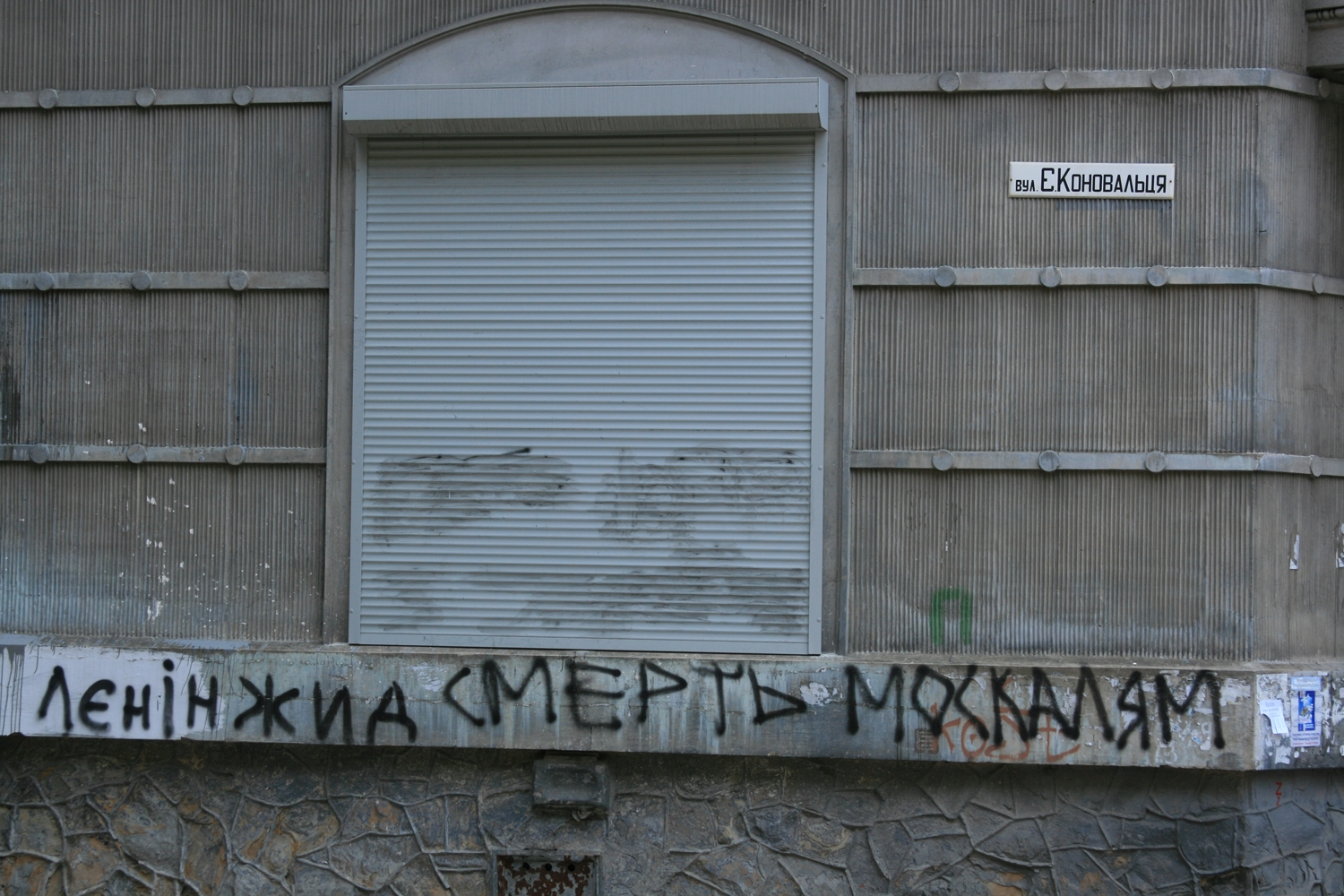
Надпись «Ленин жид» и «Смерть москалям» на улице ОУНовца Евгения Коновальца во Львове, 2008

В 1990 году на Украине появилось несколько правых националистических и антисемитских партий и других организаций. Самой видной из них является Межрегиональная академия управления персоналом (МАУП), издающая журнал «Персонал», в котором печатаются статьи, носящие антисемитский характер. По словам представителя Ассоциации еврейских организаций и общин (Ваад) Йосифа Зисельса, этот журнал отвечает за 84 % всех антисемитских статей Украины. Также в журнале МАУП (№ 33/184) был опубликован перевод книги Мустафы Тласа «Маца Сион», в которой рассказано о «еврейском ритуале» во время которого принято использовать кровь детей. В марте 2006 года журнал опубликовал статью о деле Бейлиса (номер 9/160) c заголовком «убийство раскрыто, убийца неизвестный?» В статье утверждается, что суд присяжных пришёл к выводу о «ритуальном убийстве» совершённом неизвестными, но сам Бейлис был оправдан.
«Непокорённая нация» («Нескорена нація»), орган не имеющей мест в парламенте ультранационалистической группы «Державная самостийность Украины», выступает как против русских, так и против «всемирного еврейского заговора», по их мнению, направленного на порабощение Украины. Авторы изданий «Незборима нація», «Голос нації» и «За вільну Україну» в качестве источников используют антисемитские произведения «Протоколы сионских мудрецов», «Международное еврейство» Генри Форда, «Миф двадцатого века» Альфреда Розенберга и «Майн кампф» Адольфа Гитлера.
Ряд украинских правоадикалов в построении своей идеологии используют мифические и мистические элементы. По их утверждениям, Украина, была землёй, породившей «арийскую расу», от которой произошли все индоевропейские народы. Поэтому у страны есть особая мессианская задача — восстановление Великой Украины, которая будет сражаться со злом, то есть с космополитическими евреями, ведущими человечество в пропасть. В рамках этой «арийско-украинской» миссии Иисус изображается украинцем, а ориентированная в прошлом на Москву Украинская православная церковь Московского патриархата идеальным союзником против «масонов-сионистов», стремящихся обеспечить приход антихриста и гибель православия. Однако эти националистические группы играют относительно маргинальную роль в политической жизни страны.
Еврейские организации на Украине и за её пределами обвинили политическую партию «Свобода» в антисемитизме и националистической риторике. В мае 2013 года Еврейский всемирный конгресс внёс партию «Свобода» в список неонацистских организаций. Несмотря на это партия «Свобода» отрицает свою причастность к антисемитизму. На выборах в Верховную Раду в 2012 году члены партии «Свобода» впервые заняли места в Верховной Раде, получив 10,44 % голосов, четвёртое место среди национальных политических партий.

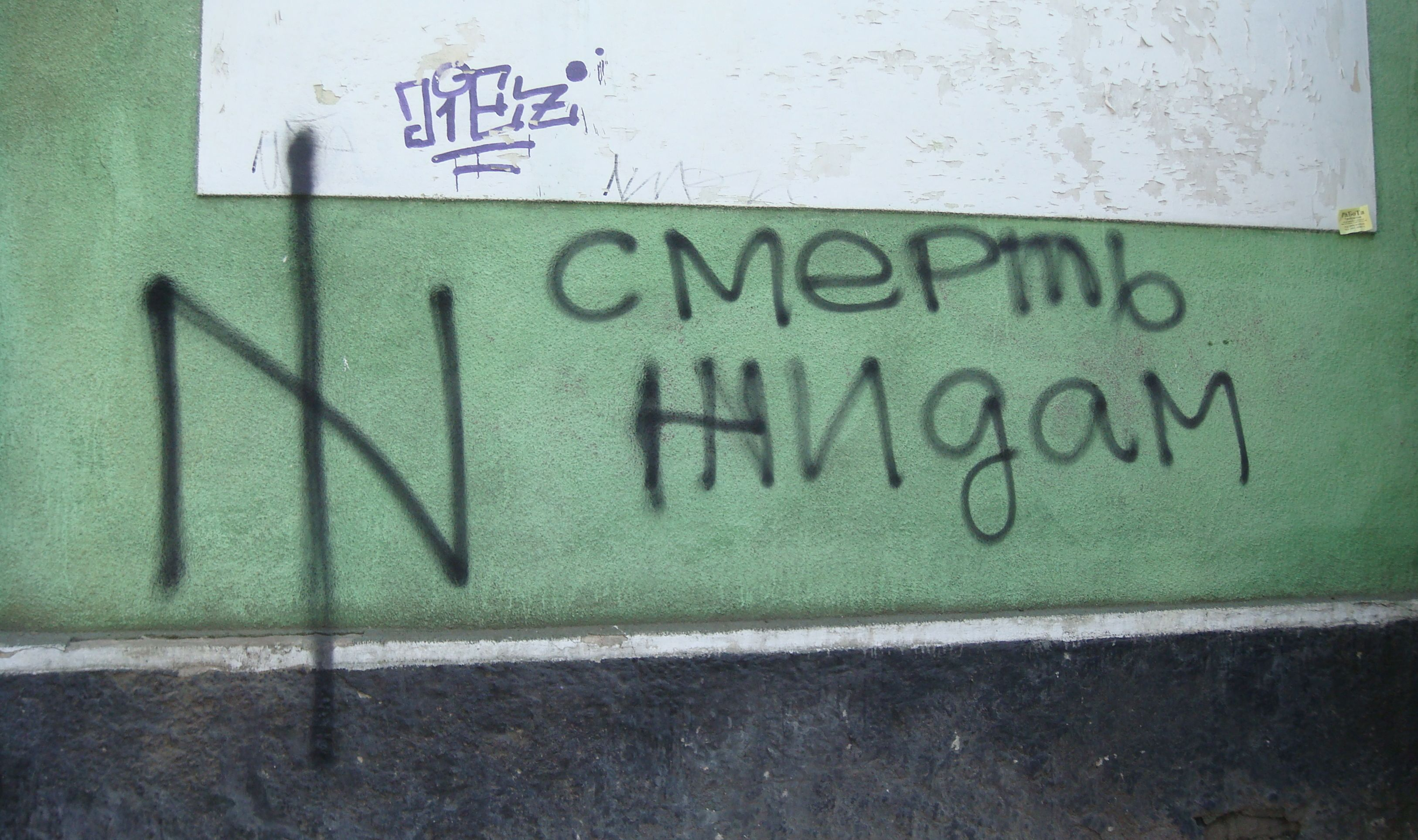
Символ «идея нации» и надпись «Смерть жидам» на синагоге, Одесса, 2014

По данным отчёта Группы мониторинга прав национальных меньшинств во время массовых протестов Евромайдана звучала антисемитская риторика, а также обсуждался «еврейский вопрос». Так, администрация президента Виктора Януковича включила антисемитскую риторику в свою пропагандистскую кампанию. Яаков Блаих, главный раввин Украины, обвинил сторонников российской власти и националистов в попытке повесить антисемитские провокации на украинцев. Он утверждал что эти провокации были организованы российским правительством чтобы обосновать вторжение в Крым.
По мнению украинского журналиста и публициста Виталия Портникова, антисемитизм на Украине имеет несколько сторон: религиозную, бытовую и политическую. Последняя тянется со времён Советского Союза, когда для евреев были введены процентные нормы в различных сферах. В то же самое время директор Украинского еврейского комитета Эдуард Долинский указывает, что в настоящий момент еврейская диаспора на Украине находится под угрозой полного исчезновения, а её будущее выглядит очень далёким от безоблачного. Одной из ключевых проблем евреев на Украине Долинский назвал многочисленные всплески антисемитизма, отрицание Холокоста, восхваление националистических отрицателей Холокоста и неспособность властей отслеживать их антисемитскую деятельность. В своей статье на страницах влиятельной американской газеты The New York Times Долинский указал на обеспокоенность украинских евреев такими инцидентами, как факельное шествиe по центральным улицам Киева в память лидера ОУН Степана Бандеры, которое сопровождалось экстремистскими выкриками «Юде — геть!» («Евреи — вон!»). В связи с этим, Долинский выразил опасение еврейского сообщества, что украинское правительство уже никогда не сможет обуздать праворадикальных сторонников культа ОУН-УПА.
В декабре 2023 года Киеве на Майдане Незалежности была осквернена крупнейшая Ханукия в Европе. Впоследствии подозреваемый был задержан сотрудниками полиции.

### Статистика и оценки
По оценке на 2005 год, число осквернений синагог и еврейских кладбищ за предшествовавшие годы сократилось. Благодаря позитивному отношению правительства и его хорошим отношениям с Израилем в стране работают многочисленные еврейские благотворительные и мемориальные организации. Кроме того, в Киеве имеется институт иудаики.
Во время смены власти были отмечены несколько случаев антисемитизма.
По данным отчёта Группы мониторинга прав национальных меньшинств в 2014 году на Украине произошло 23 случая антисемитского вандализма (в 2013 году таких случаев было 9), 7 случаев насилия и 9 публичных выступлений высказывавших антисемитские настроения. В завершении отчёта указан пик антисемитских случаев в 2014 году, возможно из-за нестабильности на Украине.
По данным отчёта группы мониторинга прав национальных меньшинств, датированным октябрём 2014 года, за последние 10 лет количество антисемитских инцидентов уменьшилось.
По словам посла Израиля на Украине, случаи антисемитизма в стране происходят реже, чем в других европейских странах, и имеют характер хулиганских выходок, а не системный характер.
По данным Конгресса национальных общин Украины и Группы мониторинга прав национальных меньшинств уровень ксенофобии и насилия на расовой основе на Украине значительно упал, за исключением регионов Восточной Украины. Однако, в докладе израильского министра по связям с диаспорой Нафтали Беннета указано, что в 2017 году количество антисемитских инцидентов, включая десятки актов вандализма в музеях, синагогах и на мемориалах, по Украине удвоилось. Из этих данных следует, что 2017 год стал вторым годом, когда Украина стала лидером среди всех стран бывшего СССР по числу антисемитских происшествий, а в некоторых публикациях, указывается, что Украины превосходит все страны бывшего СССР вместе взятые. Среди других проявлений украинской юдофобии были также упомянуты антисемитская пропаганда в публичном дискурсе, осквернение еврейских кладбищ и мест памяти Холокоста и т. п. при отсутствии эффективной реакции властей.
В 2017 году исследователи оценивают антисемитизм в Украине как имеющий небольшую поддержку: в президентских выборах 2014 года кандидат-еврей и с двойным украинским и израильским гражданством Вадим Рабинович набрал больше голосов, чем кандидаты от Свободы и Правого Сектора вместе взятые.
По данным Pew Research Center в 2018 году уровень бытового антисемитизма в Украине — самый низкий среди стран Восточной Европы.
С 2018 года еврейская общественная организация Объединённая еврейская община Украины проводит системный мониторинг случаев антисемитизма в Украине. В январе 2019 года ОЕОУ опубликовала своей первый отчёт «Антисемитизм в Украине — 2018». В нём организация признаёт наличие антисемитизма в Украине, однако отмечает его бытовой характер. В отчёте говорится о росте случаев косвенного антисемитизма и вандализма. При этом организация обращает внимание на то, что за 2018 год не зафиксировано ни одного случая физического насилия, обусловленного нетерпимостью к евреям. Исходя из отчёта общее количество зафиксированных инцидентов антисемитского характера — 107, из которых 73 случая было направлено на унижения еврейской национальности, донесения мысли об их несостоятельности, неполноценности, прямые оскорбления и угрозы в их адрес.
По итогам 2019 года Объединённая еврейская община Украины заявила о снижении уровня антисемитизма в Украине на 27 %, такой вывод был отображён в отчёте «Антисемитизм в Украине — 2019».
По итогам 2020 года Объединённая еврейская община Украины опубликовала очередной отчёт «Антисемитизм в Украине — 2020», по итогам которого антисемитизм в Украине определяется организацией на прежнем уровне.